# PFK Spartak Varna
El PFK Spartak Varna és un club de futbol búlgar de la ciutat de Varna.

## Història
El club va ser fundat el 28 d'agost de 1918. El primer nom del club fou Sokol (falcó), d'aquí el seu sobrenom.

### Evolució del nom
- 1918: Bulgarski Sokol Varna
- 1924: fusió amb Schipka Varna en Schipenski Sokol Varna
- 1945: fusió amb Levski Varna i Rakovski Varna en Spartak Varna
- 1949: Spartak Stalin
- 1956: Spartak Varna
- 1969: fusió amb Lokomotiv Varna en ZSK Spartak Varna
- 1986: FK Spartak Varna

Futbolistes amb més partits a Primera Divisió:
- 1. 271 -  Iliya Kirchev
- 2. 248 -  Biser Dimitrov
- 3. 240 -  Nikolay Stanchev
- 4. 227 -  Krasimir Zafirov
- 5. 220 -  Blagoy Yanev

Futbolistes amb més gols a Primera Divisió:
- 1. 56 -  Stefan Naydenov
- 2. 48 -  Valentin Stanchev
- 3. 48 -  Hristo Nikolov
- 4. 41 -  Zhivko Gospodinov
- 5. 39 -  Georgi Arnaudov
- 5. 39 -  Plamen Kazakov

## Palmarès
- Lliga búlgara de futbol (1): 1932

## Jugadors destacats
| - Georgi Arnaudov - Iliya Kirchev - Ivan Filipov - Kiril Pandov - Toma Zahariev - Aleksandar Koev - Iliya Bulashev - Kiril Pavlov | - Zhivko Gospodinov - Ivan Petrov - Krasimir Zafirov - Stefan Naydenov - Hristo Nikolov - Rumen Dimov - Valentin Stanchev - Nikolay Stanchev - Ivo Georgiev |